# España en el Festival de la Canción de Eurovisión 2018
España participó en el Festival de Eurovisión 2018, tal y como confirmó RTVE a la UER el 1 de septiembre de 2017, que celebró su 63.ª edición en Lisboa (Portugal). 
Los representantes españoles fueron Alfred García y Amaia Romero y obtuvieron el puesto 23 de 26, recibiendo un total de 61 puntos.

## Preselección del candidato
El 4 de diciembre de 2017 fue anunciado por Roberto Leal en Operación Triunfo que el próximo representante de España en el Festival de Eurovisión saldría del mismo talent-show musical, repitiendo RTVE la misma fórmula que realizó en 2002, 2003 y 2004.
En un principio, se confirmó por parte de RTVE que en la preselección participarían los cinco finalistas del programa. Finalmente, a estos se les sumó el último expulsado de la edición que participó en la gala en un dúo con uno de los finalistas, Miriam.
Los tres primeros en tener una canción individual (Amaia, Alfred y Miriam) fueron elegidos por el jurado, la cuarta (Aitana) fue elegida por los profesores de la academia. El quinto (Ana Guerra) se conoció en la gala del 22 de enero de 2018. A partir del día siguiente, trabajaron en los temas escritos íntegramente en español, un total de 9 canciones: cinco temas en solitario (interpretados por Aitana, Alfred, Amaia, Miriam y Ana Guerra), tres duetos (Aitana y Ana Guerra; Alfred y Amaia; Miriam y Agoney) y un tema grupal (la canción «Camina» compuesta por todos los concursantes de Operación Triunfo 2017 y adaptada a 3 minutos).
El público tuvo el 100 % de decisión en la elección del representante, excluyendo completamente al jurado.
El 29 de enero de 2018 tuvo lugar la gala especial de Operación Triunfo sobre Eurovisión, la cual obtuvo un total de más de 3 millones de espectadores con un 23,6 % de share, convirtiéndose así en la gala de elección del representante español para el festival más vista desde el año 2005. Se hicieron 2 rondas; en la primera todas fueron descalificadas excepto 3: "Arde" (Aitana), "Lo malo" (Aitana y Ana Guerra) y "Tu canción" (Amaia y Alfred), que pasaron automáticamente a la segunda ronda. Finalmente, la canción "Tu canción", compuesta por Raúl Gómez y cantada por Amaia y Alfred, ganó con el 43 % de los votos, consiguiendo así, la victoria de la noche y por consiguiente, la representación de España en Lisboa el 12 de mayo.
| Primera ronda – 29 de enero de 2018 | Primera ronda – 29 de enero de 2018        | Primera ronda – 29 de enero de 2018 | Primera ronda – 29 de enero de 2018       | Primera ronda – 29 de enero de 2018 | Primera ronda – 29 de enero de 2018 |
| N.º                                 | Concursante                                | Canción                             | Compositor(es)                            | Televoto                            | Puesto                              |
| ----------------------------------- | ------------------------------------------ | ----------------------------------- | ----------------------------------------- | ----------------------------------- | ----------------------------------- |
| 1                                   | Aitana, Alfred, Amaia, Ana Guerra & Miriam | "Camina"                            | Concursantes de OT 2017, Manu Guix        | 1%                                  | 9                                   |
| 2                                   | Aitana                                     | "Arde"                              | Alba Reig, María Peláe                    |                                     |                                     |
| 3                                   | Miriam y Agoney                            | "Magia"                             | David Otero, Diego Cantero, Tato Latorre  | 7%                                  | 5                                   |
| 4                                   | Alfred                                     | "Que nos sigan las luces"           | Nil Moliner                               | 3%                                  | 8                                   |
| 5                                   | Aitana y Ana Guerra                        | "Lo malo"                           | Morgan, Will Simms, Brisa Fenoy           |                                     |                                     |
| 6                                   | Amaia                                      | "Al cantar"                         | Rozalén                                   | 4%                                  | 7                                   |
| 7                                   | Miriam                                     | "Lejos de tu piel"                  | Steve Robson, Ina Wroldsen, Diego Cantero | 8%                                  | 4                                   |
| 8                                   | Ana Guerra                                 | "El remedio"                        | Nabález                                   | 5%                                  | 6                                   |
| 9                                   | Amaia y Alfred                             | "Tu canción"                        | Raúl Gómez, Sylvia Santoro                |                                     |                                     |

| Segunda ronda – 29 de enero de 2018 | Segunda ronda – 29 de enero de 2018 | Segunda ronda – 29 de enero de 2018 | Segunda ronda – 29 de enero de 2018 | Segunda ronda – 29 de enero de 2018 | Segunda ronda – 29 de enero de 2018 |
| N.º                                 | Concursante                         | Canción                             | Televoto                            | Puesto                              |                                     |
| ----------------------------------- | ----------------------------------- | ----------------------------------- | ----------------------------------- | ----------------------------------- | ----------------------------------- |
| 1                                   | Aitana                              | "Arde"                              | 31%                                 | 2                                   |                                     |
| 2                                   | Amaia y Alfred                      | "Tu canción"                        | 43%                                 | 1                                   |                                     |
| 3                                   | Aitana y Ana Guerra                 | "Lo malo"                           | 26%                                 | 3                                   |                                     |

Personas invitadas a la Gala de Eurovisión
Durante el espectáculo, un jurado de expertos comentó sobre las actuaciones. Los miembros de este jurado fueron:
- Víctor Escudero - Editor en el sitio oficial del Festival de Eurovisión, eurovision.tv

- Luísa Sobral - Cantante portuguesa, compositora, compositora ganadora del Festival de la Canción de Eurovisión 2017.

- Julia Varela - Periodista de RTVE, comentarista del Festival de Eurovisión para España.

- Manuel Martos - Músico, ejecutivo musical y director artístico de Universal Music Spain.

Además de las actuaciones de los artistas que compitieron, Luísa Sobral interpretó "Cupido"; Conchita Wurst, ganadora del Festival de Eurovisión 2014, interpretó su obra ganadora "Rise like a Phoenix"; J Balvin realizó una mezcla de "Machika" y "Mi gente"; y los concursantes eliminados de Operación Triunfo 2017 interpretaron las canciones ganadoras de Eurovisión para España: "La, la, la" y "Vivo cantando". Manel Navarro, que representó a España en el 2017, estuvo presente para anunciar la entrada ganadora.

## En Eurovisión

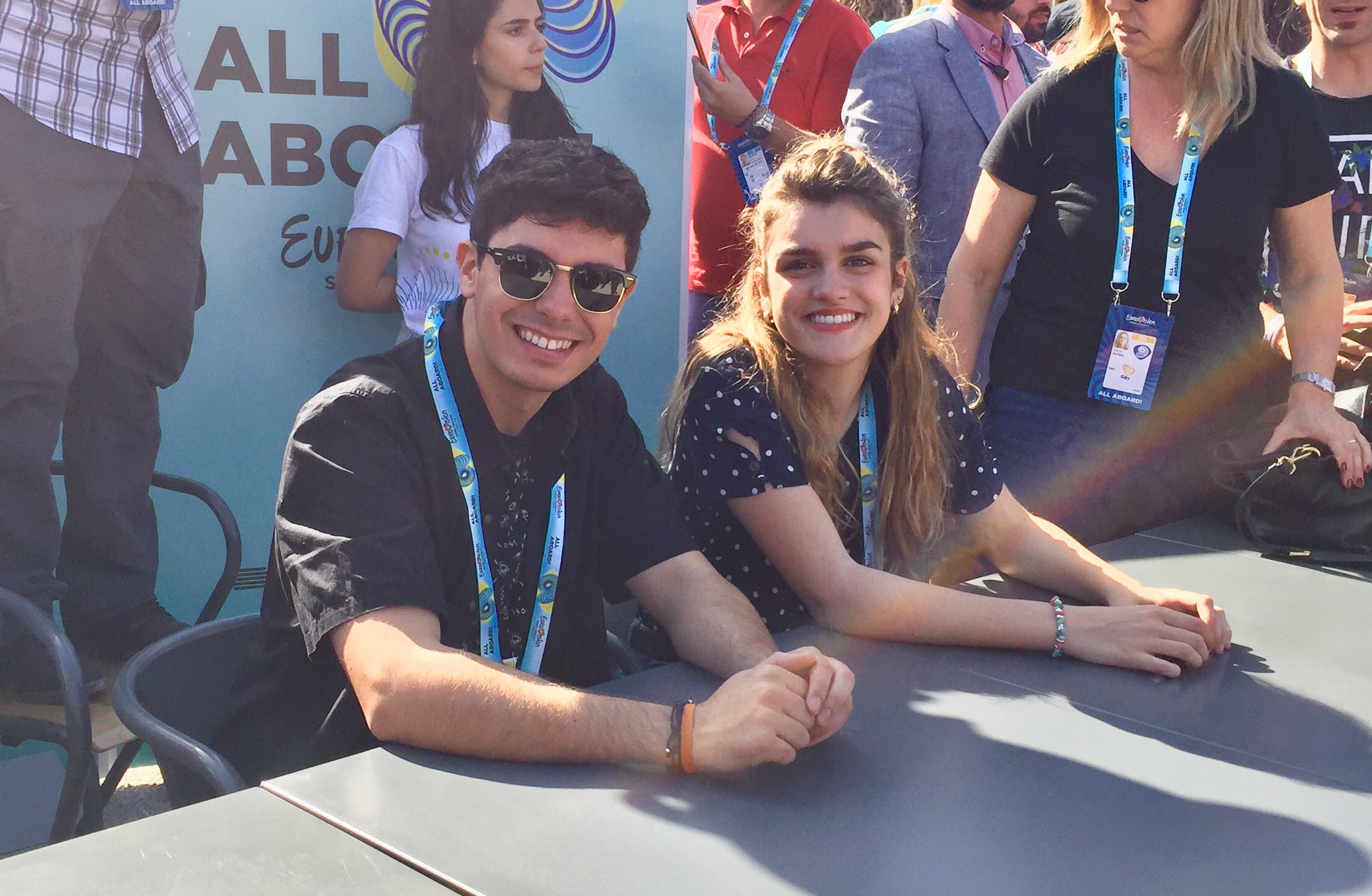
Los cantantes españoles Alfred García y Amaia Romero en Lisboa durante el Festival de la Canción de Eurovisión 2018

El Festival de la Canción de Eurovisión 2018 tuvo lugar en el Altice Arena de Lisboa, Portugal y consistió en dos semifinales el 8 y 10 de mayo y la final el 12 de mayo de 2018. De acuerdo con las reglas de Eurovisión, todas las naciones con excepción del país anfitrión y los "5 grandes" (Big Five) tienen que clasificarse en una de las dos semifinales para competir en la Gran Final; los diez mejores países de cada semifinal avanzan a esta final. España, como miembro del Big Five, se calificó automáticamente para competir en la Gran Final del festival. Además de su participación en la final, España también retransmitió las 2 semifinales y votó en la primera semifinal.
Los representantes españoles obtuvieron el puesto número 23 de 26, con un total de 61 puntos. 43 fueron asignados por el jurado, y 18 por el televoto.

## Videoclip
El 9 de marzo de 2018 se estrenó en prime time, a las 22:05 en La 1, el videoclip de "Tu canción", en un programa especial dedicado al vídeo y presentado por Roberto Leal. Amaia y Alfred, aseguraron que el rodaje fue intenso ya que se llevaron más de 10 horas seguidas grabándolo. Una vez estrenado el vídeo, hubo una diversidad grande de opiniones, desde a los que le encantaban, hasta los que criticaban el videoclip duramente, puntualizando "una falta de personalidad".